# Inácio Monteiro
Pe. Inácio Monteiro (Lamas, 1724 ― Ferrara, 1812) foi um jesuíta, filósofo e matemático português.

## Vida
Inácio Monteiro entrou aos quinze anos de idade para o noviciado jesuíta em Évora, onde estudou latim, grego, hebreu e retórica. Seus estudos em filosofia iniciaram-se em 1741, terminado o noviciado, e estenderam-se por quatro anos. Depois de ter frequentado o curso de teologia por quatro anos completou sua formação em Coimbra. Partiu para a Itália com a expulsão dos jesuítas em 1759; em 1761 encontrava-se no colégio jesuíta de Ferrara. Exerceu a função de abade e mais tarde prefeito da Universidade de Ferrara, onde faleceu.

## Obras
- Compendio dos Elementos de Mathematica, Coimbra, 1754-1756. 2 vols.
- Philosophia libera seu eclectica, Veneza, 1766
- Principia Philosophica Theologiae atque religionis naturalis, Veneza, 1768

O seu nome consta na lista de colaboradores do periódico O Azeitonense  (1919-1920) - a título póstumo.